# Влюблённые у источника жизни
Влюблённые у источника жизни (итал. L'amore alla fonte della vita) — картина итальянского художника Джованни Сегантини, написанная в 1896 году по заказу княжеского рода Юсуповых. Хранится в Галерее современного искусства в Милане.

## Описание
- Annie-Paule Quinsac. Segantini: Catalogo generale. — Milano: Electa, 1982.